# Elektroniczne portfolio
Elektroniczne portfolio (e-portfolio, cyfrowe portfolio) – sposób prezentacji własnej kariery w formie elektronicznej. Polega na uporządkowaniu i wyborze dowodów swoich umiejętności, pracy i opublikowaniu ich online zgodnie z określonym celem i funkcją danego e-portfolio.

## Formy e-portfolio
Cyfrowe dowody mogą przybierać różne formy:
- tekstu,
- plików multimedialnych (zdjęcia, filmy, animacje)
- notek z bloga,
- elementów zewnętrznych serwisów (np. dyskusje na forach, profile w serwisach społecznościowych)
- analogowych źródeł po cyfrowej konwersji

W procesie edukacyjnym, e-portfolio wspomaga refleksję, która prowadzi do większej świadomości własnych osiągnięć i braków uczącego się. W szkolnictwie, e-portfolio może być pomocne podczas formalnej oceny uczącego się, gdzie nauczyciel lub wykładowca ma dostęp do pełnego obrazu postępów i osiągnięć udokumentowanych cyfrowo. W kształceniu nieformalnym wspiera rozpoznanie i uznanie kompetencji. Na rynku pracy portfolio pomaga zaprezentować własne kompetencje i umiejętności, może być wykorzystywane do rekrutacji i wspierania rozwoju zawodowego pracowników (uczniów, studentów).

## Cele elektronicznego portfolio
H. Barrett wyróżnia dwa bieguny e-portfolio. Determinują one zarówno sposób tworzenia e-portfolio, wybór dowodów i narzędzi, jak i rodzaj wsparcia udzielany autorowi:
- produkt: e-portfolio jest prezentacją odpowiadającą oczekiwaniom, standardom czy efektom kształcenia ustalonym przez odbiorcę (np. instytucję, pracodawcę, szkołę) i poddawaną ocenie (formalnej, sumującej)
- proces: e-portfolio jest przestrzenią rozwoju i pracy, o silnie indywidualnym charakterze, wspieranym informacją zwrotną

## Systemy e-portfolio
Systemy e-portfolio (komercyjne i open-source) znajdują zastosowanie na wszystkich szczeblach szkolnictwa, m.in. w Wielkiej Brytanii, Stanach Zjednoczonych, Kanadzie i Holandii.
Obecnie w Polsce trwają prace nad włączeniem portfolio jako metody uznawania i prezentowania kompetencji w Krajowych Ramach Kwalifikacji.
Niektóre systemy e-portfolio pozwalają wybierać różne składniki portfolio dla różnych grup odbiorców, przez co jedno e-portfolio może być używane dla wielu celów (np. oprogramowanie Open Source).